# William Gilbert Rees

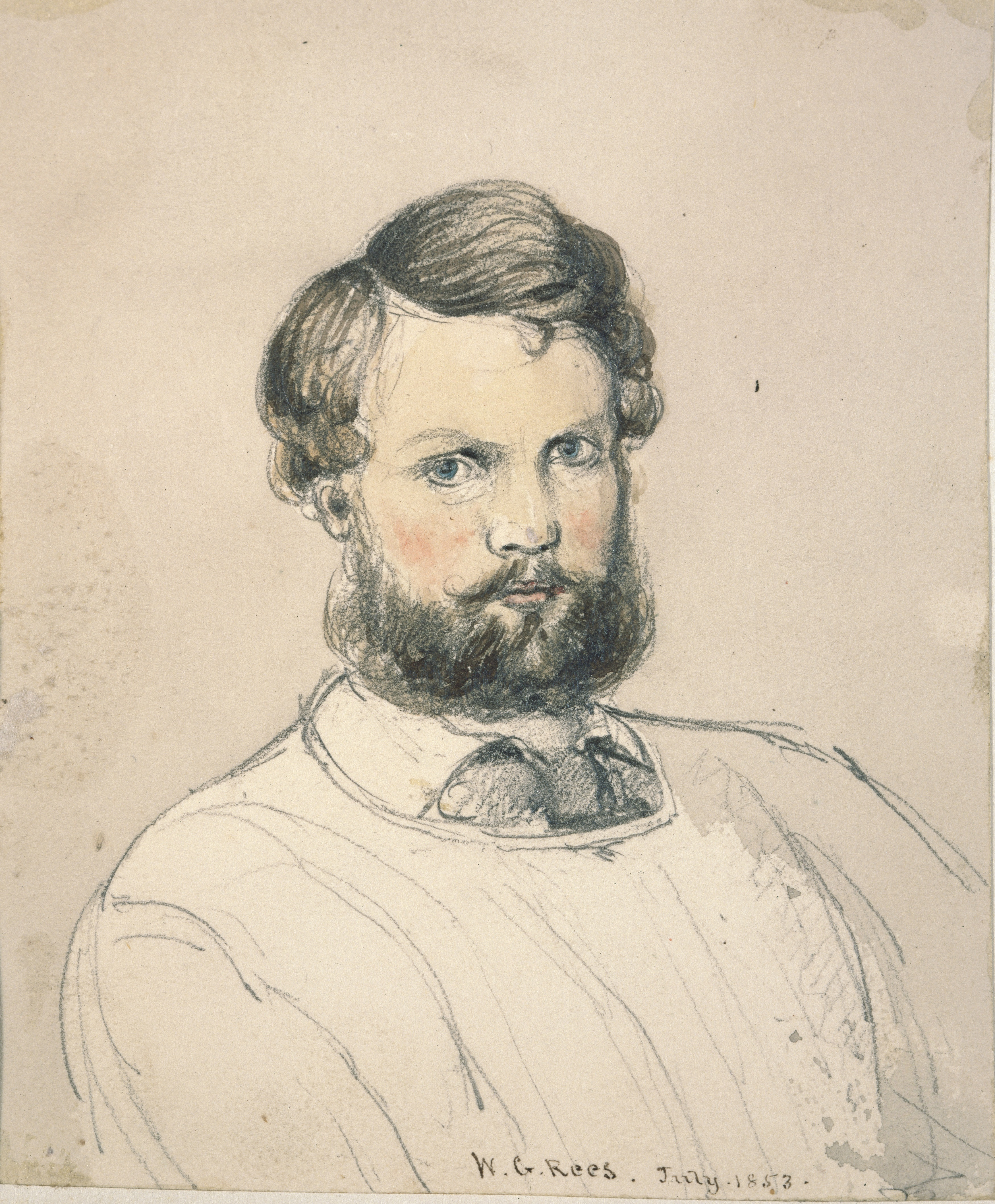
Selbstporträt vom Juli 1853

William Gilbert Rees (* 6. April 1827 in Derby Farm, Fern Hill, heute Haverfordwest, Pembrokeshire, Wales; † 31. Oktober 1898 in Blenheim, Neuseeland) war ein britischer Entdecker. Er und der Entdecker Nicholas von Tunzelmann waren die ersten Europäer, die das Wakatipu Basin besiedelten. Rees gilt als Gründer von Queenstown.

## Leben
William Gilbert Rees wurde am 6. April 1827 auf der Derby Farm, nahe Fern Hill in der Grafschaft Pembrokeshire als Sohn von William Lee Rees, einem Kommandeurs der Royal Navy und seiner Frau Mary Pocock geboren und einen Tag später im Dorf Haroldston St. Issell's getauft, das heute als Merlin's Bridge ein südlicher Stadtteil von Haverfordwest ist. Rees erhielt seine Ausbildung an der Royal Naval School in Camberwell einem Stadtteil von London und lehrte danach an der Mount Radford School in Exeter, wo er auch im Cricket-Team für Devonshire mitspielte.
1852 wanderte er nach New South Wales aus, wo er sich als Schaf- und Rinderzüchter betätigte. 1858 kehrte er nach England zurück, um seine Cousine Frances Rebecca Gilbert (geboren im November 1838) am 10. Juli 1858 zu heiraten. Noch im selben Jahr kehrte er mit seiner Frau zurück nach Neuseeland und begann 1859 den westlichen unbekannten Teil von Otago in der Gegend um Lake Hāwea und Lake Wānaka zu erforschen.
Rees gründete mit Partnern zusammen 1860 eine Schafsfarm am Lake Wakatipu in der Nähe des heutigen Stadtzentrums von Queenstown. Die Farm befand sich in der Nähe der Mündung des Kawarau River an der Stelle des heutigen Hilton Hotels. Einige historische Gebäude sind erhalten geblieben.
Zwei Jahre später wurde im Nordosten, nicht weit von seinem Wohnsitz entfernt, Gold entdeckt. Deshalb wandelte Rees seinen Wollschuppen in ein Hotel namens „Queen es Arms“ um, das heute als „Eichardtts“ bekannt ist. Auch versorgte er die Goldsucher und Bergarbeiter mit Lebensmittel. Heute gilt Rees als Gründungsvater von Queenstown.
Rees war ein früherer neuseeländischer Exponent des Cricketsports, nachdem er in eine Familie mit prominenten Verbindungen zum Sport geboren wurde. Er war auch ein gläubiger Anglikaner und half beim Bau der Peterskirche im Zentrum von Queenstown, die 1863 fertiggestellt wurde.
Rees starb am 31. Oktober 1898 in Blenheim, Neuseeland, und wurde auf dem Friedhof von Omaka begraben.

## Ehrungen
Der Fluss Rees im Zentrum der Region Otago ist nach Rees benannt, und seine Statue steht an der Rees Street, in der Nähe des Stadtpiers. Es gibt ein Hotel namens „The Rees“ an der Frankton Road in Queenstown, das seinen Namen trägt und eine Brücke des New Zealand State Highway 6, die ihm Ehren benannt wurde.

## Galerie

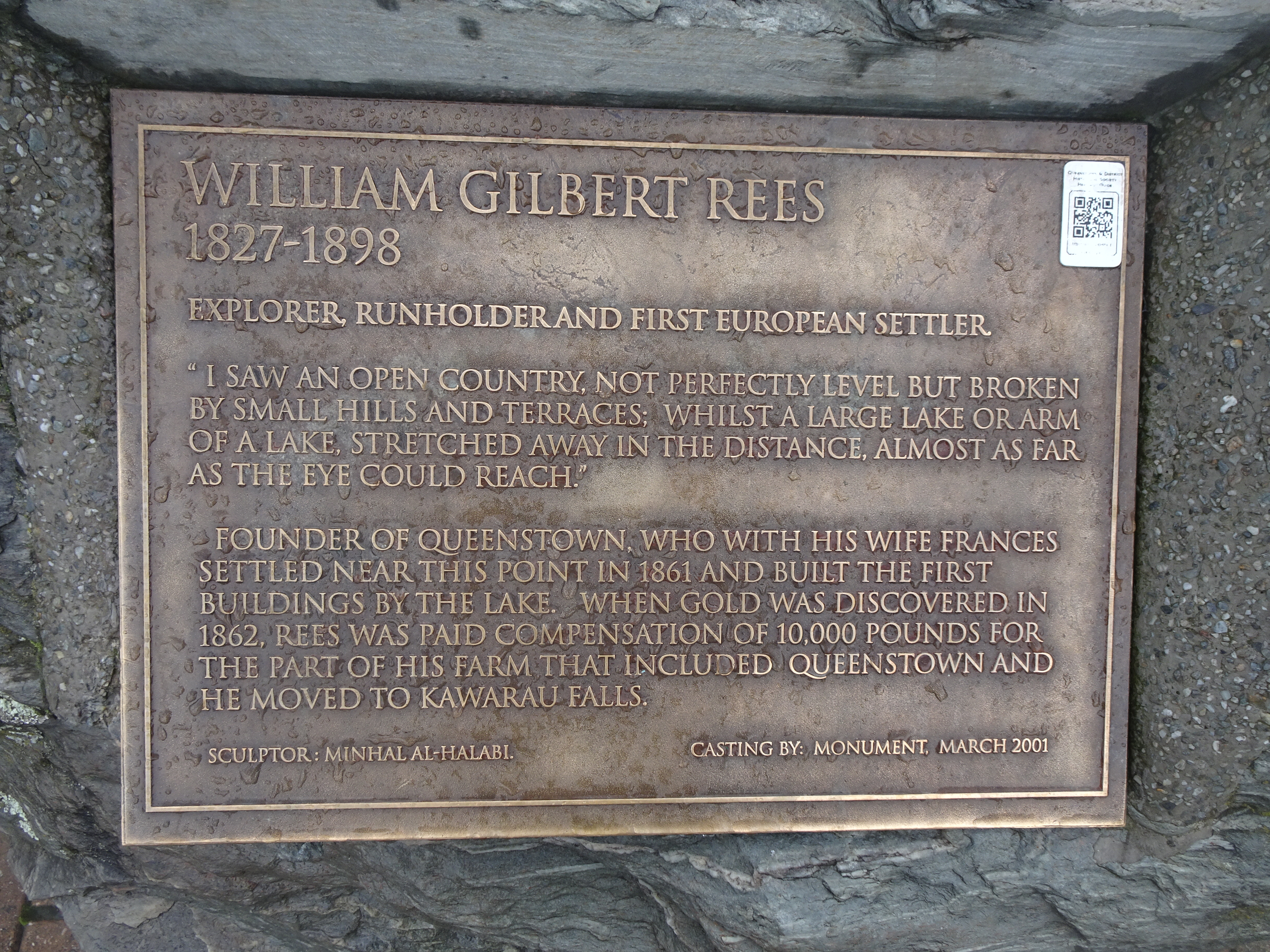
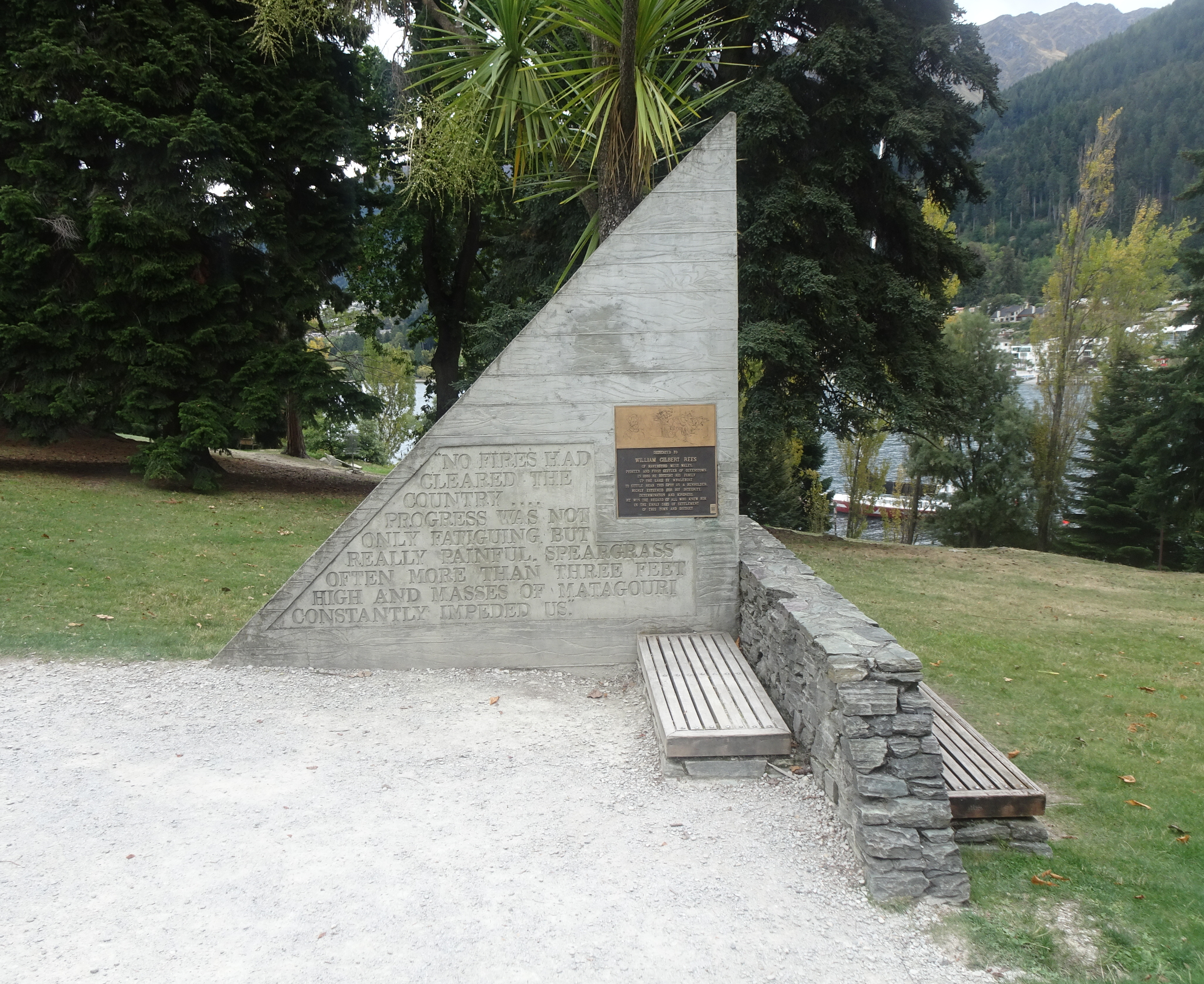
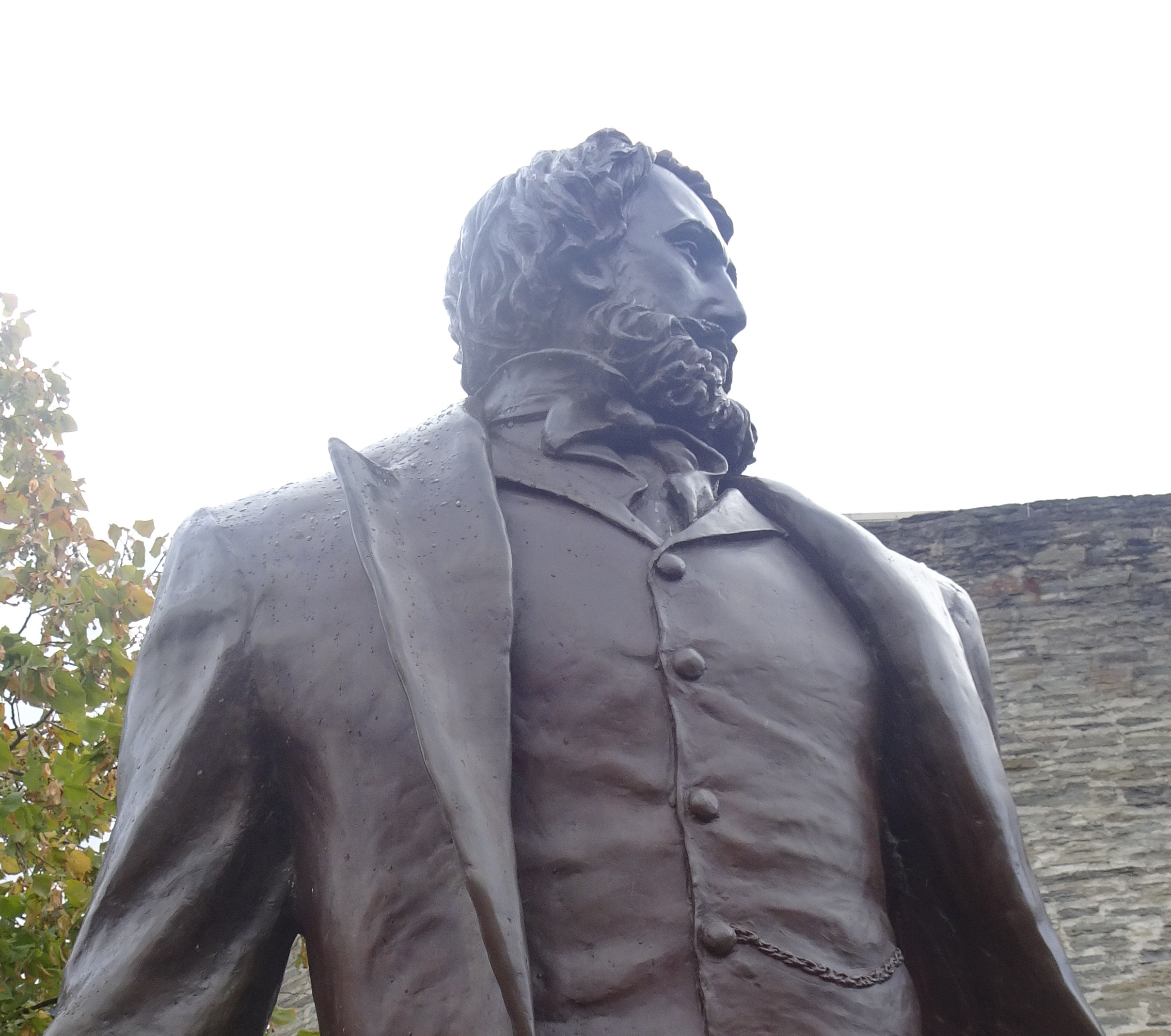